# Charles G. Dodge
 Charles Granville Dodge  (* 12. März 1907 in Maplewood, Essex County, New Jersey; † 13. Oktober 1985 in Washington, D.C.) war ein Generalleutnant der United States Army. Er war unter anderem Kommandeur der 5. Armee.

## Leben
Charles Dodge war ein Sohn von Eben Grant Dodge (1866–1958) und dessen Frau Sue Tyler (1868–1937). Er besuchte die öffentlichen Schulen seiner Heimat. In den Jahren 1926 bis 1930 durchlief er die United States Military Academy in West Point. Nach seiner Graduation wurde er als Leutnant der Kavallerie zugeteilt. In der Armee durchlief er anschließend alle Offiziersränge vom Leutnant bis zum Drei-Sterne-General.
In seinen jüngeren Jahren absolvierte er den für Offiziere in den niederen Rangstufen üblichen Dienst in verschiedenen Einheiten und Standorten. Er gehörte ursprünglich noch der klassischen berittenen Kavallerie an. Diese wurde in den 1930er Jahren weitgehend auf Panzereinheiten umgestellt und Dodge gelangte dadurch in diese Waffengattung.
Während des Zweiten Weltkriegs war er auf dem europäischen Kriegsschauplatz eingesetzt. Dort war er Stabschef der 8. Panzerdivision, die über Frankreich nach Deutschland bis zur Tschechoslowakei vordrang. Nach dem Krieg setze er seine Offizierslaufbahn in verschiedenen Positionen und Funktionen fort. Er war später unter anderem auch im Koreakrieg eingesetzt. Neben einigen Aufgaben als Stabsoffizier kommandierte er zwischen Mai und Dezember 1960 die 1. Kavalleriedivision,  die in Südkorea stationiert war. Sein letztes Kommando hatte er in den Jahren 1963 bis 1966 inne. In dieser Zeit kommandierte er die in Fort Sheridan in Illinois ansässige 5. Armee. Im Jahr 1966 schied er aus dem aktiven Militärdienst aus.

## Späte Jahre
Charles Dodge verbrachte seinen Lebensabend in McLean in Virginia, wo er zehn Jahre lang dem Vorstand der Association of the U.S. Army angehörte. Er starb am 13. Oktober 1985 im Walter Reed Army Hospital in Washington, D.C., das nicht mit dem Walter-Reed-Militärkrankenhaus in Bethesda zu verwechseln ist. Er fand seine letzte Ruhestätte auf dem amerikanischen Nationalfriedhof Arlington.

## Orden und Auszeichnungen
Charles Dodge erhielt im Lauf seiner militärischen Laufbahn unter anderem folgende die Army Distinguished Service Medal und den Orden Legion of Merit verliehen.